# Mosonyi Kálmán (ügyvéd)
Mosonyi Kálmán (Budapest, 1898. február 5. – ?) magyar ügyvéd, országgyűlési képviselő.

## Élete
Dr. Mosonyi Kálmán (1862. k. – Budapest, 1943. június 15.) államvasúti főtanácsos és Herter Rozália gyermekeként született. A budapesti tudományegyetemen folytatott jogi tanulmányokat, majd diplomázását követően ugyanott avatták a jog- és államtudományok doktorává. Elvégezte ugyancsak Budapesten a Világkereskedelmi Főiskolát is, mint a közgazdaság-tudományi egyetem akkori elődjét. Ügyvédjelöltként Rubinek István ügyvédi irodájában helyezkedett el, ahol különösen sokat foglalkoztak a földreform végrehajtásával kapcsolatos ügyekkel. 1924. szeptember 22-én Budapesten feleségül vette Révay Erzsébetet.
Miután ügyvédjelöltként meglehetős tapasztalatot szerzett ezen a területen, ügyvédi vizsgájának letételét követően a Földbirtokrendezés Pénzügyi Lebonyolítására Alakult Szövetkezet jogügyi előadója lett. Később elnyerte Pest vármegye tiszteletbeli főügyészi címét is. Már az huszas-harmincas évek fordulója körül bekapcsolódott a magyarországi szélsőjobboldali politikai mozgalmakba és csatlakozott a hungarista párthoz. Az 1939. évi általános választáson országgyűlési képviselői mandátumot is szerzett a Nógrád és Hont vármegyei közös lajstrom jelöltjeként, de nem sokkal később – többedmagával – elhagyta a pártot és mint pártonkívüli politizált tovább.
Kétséges az azonossága azzal a Mosonyi Kálmánnal, aki Argentína fővárosában, Buenos Airesben halt meg 1971-ben, 72 esztendősen, mint korábbi – de egy forrás szerint a Magyar Élet Pártja színeiben mandátumot viselt – magyar országgyűlési képviselő.